# Hong Kong en los Juegos Olímpicos de Pekín 2022
Hong Kong estuvo representado en los Juegos Olímpicos de Pekín 2022 por tres deportistas, dos hombres y una mujer, que compitieron en dos deportes.
El portador de la bandera en la ceremonia de apertura fue el patinador de velocidad Sidney Chu. El equipo olímpico hongkonés no obtuvo ninguna medalla en estos Juegos.